# Juggernaut
Juggernaut är en brittisk-amerikansk film från 1974 i regi av Richard Lester.

## Handling
Filmen handlar om hur en man hotar att spränga ett kryssningsfartyg i luften om han inte får £500 000 (engelska pund). Handlingen kretsar kring försöken att desarmera sprängladdningarna.

## Rollista (i urval)
- Richard Harris - Commander Anthony Fallon
- Omar Sharif - Captain Alex Brunel
- David Hemmings - Charlie Braddock
- Anthony Hopkins - Supt. John McCleod
- Shirley Knight - Barbara Banister
- Ian Holm - Nicholas Porter
- Clifton James - Corrigan
- Michael Hordern - Mr. Baker